# Văn hóa Soi Nhụ
Văn hóa Soi Nhụ gọi theo tên địa điểm khảo cổ học Soi Nhụ thuộc vịnh Bái Tử Long, là nền văn hóa của người tiền sử được các nhà khảo cổ học Việt Nam phát hiện năm 1964 và khai quật năm 1967. Khái niệm và đặc điểm của nền văn hóa này đầu tiên được Ts. Hà Hữu Nga, Viện Khảo cổ học đề xuất trong Hội nghị thông báo "Những phát hiện mới về khảo cổ học năm 1996" (Nhà Xuất bản KHXH, Hà Nội năm 1997).

## Niên đại
Theo Ts. Hà Hữu Nga, văn hóa Soi Nhụ có niên đại tương đương với văn hóa Hòa Bình cũng như văn hóa Bắc Sơn của Việt Nam, và có thể có nguồn gốc từ 25.000 năm trước, ngang với văn hóa Ngườm khu vực Võ Nhai, Thái Nguyên. Văn hóa Soi Nhụ phân bố trong khu vực các đảo đá vôi của Vịnh Hạ Long và Bái Tử Long, bao gồm cả Cát Bà Hải Phòng, các huyện Vân Đồn, Cẩm Phả, Hoành Bồ, khu vực Hòn Gai, Yên Hưng, Kinh Môn, Đông Triều thuộc Quảng Ninh và Hải Dương.

## Giai đoạn
Văn hóa Soi Nhụ được chia làm 3 giai đoạn bao gồm:
1. Giai đoạn sớm ở các hang Áng Mả (Cát Bà), Thiên Long, Mê Cung, Tra Giới, và Hang Trống trên Vịnh Hạ Long, có niên đại khoảng từ 25.510 đến 17.000 năm;
2. Giai đoạn giữa gồm các hang Soi Nhụ trên, Tiên Ông, Bồ Quốc... trên Vịnh Hạ Long, có niên đại từ khoảng 16.000 đến 9.000 năm cách ngày nay;
3. Giai đoạn muộn gồm các hang động và mái đá Đồng Đặng, Hà Lùng, Hang Dơi (Hạ Long), Phương Nam (Uông Bí) có niên đại từ 8000 - 6000 năm cách ngày nay.

## Đặc điểm
Phản đối quan điểm của các nhà Tiền sử Úc đại diện là Peter Bellwood, coi nguồn gốc các văn hóa Mã Lai-Đa Đảo và các nền văn minh lúa nước Đông Nam Á xuất phát từ các văn hóa Ngưỡng Thiều, Long Sơn (Trung Quốc), Ts. Hà Hữu Nga khẳng định rằng các văn hóa Cái Bèo và văn hóa Hạ Long, hậu duệ của văn hóa Soi Nhụ, chính là tiền thân của các nhóm văn hóa ngôn ngữ biển đầu tiên của Việt Nam và Đông Nam Á, sau này được biết dưới tên gọi các nhóm văn hóa thuộc ngữ hệ Mã Lai-Đa Đảo (Malayo-Polynesian). Cách tiếp cận đó phù hợp với một thực tế là cách ngày nay 5000-6000 năm, khi mực nước biển còn thấp, một trong những cái nôi của nền văn hóa biển Đông Nam Á chính là văn hóa Cái Bèo, phân bố rộng khắp trong khu vực Vịnh Hạ Long của Việt Nam, và kết nối dễ dàng với các hệ thống đảo khác của Đông Nam Á.